# マーケティングレビュー
『マーケティングレビュー』（Japan Marketing Review）は、3,000名以上の学会員を擁する日本最大の経営・商業系の学会、「日本マーケティング学会」が、『マーケティングジャーナル』の姉妹誌として、年に2回発行する、和文学会誌である。

## 概要
同誌による「目的と領域（Aims and Scope）」によれば、『マーケティングレビュー』は、マーケティング研究・実践の水準を高めるために、マーケティングに関する最新のテーマに重点をおいた、学術的・実践的示唆に富んだショートタイプの論文を掲載している。姉妹誌『マーケティングジャーナル』と同じく、製品、価格、流通、プロモーション、消費者行動等に関する論文の投稿を主に募集している。『マーケティングジャーナル』と異なる点は、和文誌である点、最新のテーマに重点をおいている点と、ショートタイプの論文を掲載している点の他、カンファレンスと連動している点である。
『マーケティングレビュー』は、各巻第1号において、日本マーケティング学会が毎秋に開催しているマーケティングカンファレンスにおける一般を対象とした査読付き口述報告である「オーラルセッション」、および、単独の博士課程院生を対象とした査読付き口頭報告である「ドクトラルオーラルセッション」のいずれかに投稿され、ダブル・ブラインド方式の審査を経て、ベストオーラルペーパー賞またはベストドクトラルペーパー賞が授与された受賞論文を、著者の希望に基づいて、シニアエディターの再査読を経た上で掲載している（創刊年2020年より）。
他方、各巻第２号において、日本マーケティング学会が毎春に開催している３都市カンファレンスにおける24歳までのU24会員を対象とした査読付き口述報告である「U24オーラルセッション」に投稿されたオーラルペーパーをもとに、ダブル・ブラインド方式の審査を経て、U24ベストオーラルペーパー賞が授与された受賞論文を、著者の希望に基づいて、シニアエディターの再査読を経た上で掲載している（2025年より）。なお、日本マーケティング学会のU24会員は、24歳以下という年齢制限の他に入会条件はなく、学会年会費も掛からない会員種別である。

## 歴史

### 2020年代
2020年3月、創刊。初代編集長を、日本マーケティング学会前会長の田中洋（中央大学）が務めた。学会長が交代すると、前会長の古川一郎（武蔵野大学）が第2代編集長に就き、2022年3月、第3巻が刊行された。古川が編集長を務める2023年、DOAJに収載された。再び学会長が交代すると、前会長の小林哲（大阪公立大学）が第3代編集長に就き、2024年、第5巻が刊行された。小林が編集長を務める2025年、第6巻から年刊1号から2号へと増刊した。